# Melothrianthus
Melothrianthus é um género botânico pertencente à família Cucurbitaceae.

## Espécies
- Melothrianthus smilacifolius (Cogn.) Mart.Crov.

1. ↑  «Melothrianthus — World Flora Online». www.worldfloraonline.org. Consultado em 19 de agosto de 2020